# Сандри (Виченца)
Сандри је насеље у Италији у округу Виченца, региону Венето.
Према процени из 2011. у насељу је живело 270 становника. Насеље се налази на надморској висини од 381 м.